# 7262 Sofue
7262 Sofue eller 1995 BX1 är en asteroid i huvudbältet som upptäcktes den 27 januari 1995 av den japanska astronomen Takao Kobayashi vid Ōizumi-observatoriet. Den är uppkallad efter Yoshiaki Sofue.
Asteroiden har en diameter på ungefär 5 kilometer.